# Niezawisimyj Kawkaz
"Niezawisimyj Kawkaz" (ros. "Независимый Кавказ") – emigracyjne pismo środowisk kaukaskich na przełomie lat 20./30. XX wieku
Pierwszy numer pisma wyszedł w sierpniu 1929 r. w Paryżu. Publikowano je po rosyjsku. Zamierzano wydawać też wersję francuską, ale nie doszło do tego. Pismo występowało jako organ myśli konfederalistycznej. Dlatego jego motywem przewodnim było popularyzowanie i wspieranie idei konfederacji kaukaskiej, obejmującej Gruzję, Azerbejdżan, Armenię i Kaukaz Północny. Wśród autorów artykułów byli znani działacze emigracji kaukaskiej, jak Haidar Bammat, Mustafa Czokaj, czy Tambij Elekchoti. Z powodu kłopotów finansowych ostatni numer pisma wyszedł w 1931 r.